# Myrosmodes chiogena
Myrosmodes chiogena là một loài thực vật có hoa trong họ Lan. Loài này được (Schltr.) C.A.Vargas mô tả khoa học đầu tiên năm 1995.